# أنطوان كرم (سياسي فرنسي)
أنطوان كرم (بالفرنسية: Antoine Karam) مواليد 21 فبراير 1950 بكايين، هو رئيس المجلس الإقليمي لغويانا الفرنسية.
كرم هو ابن لأب لبناني و أم من سانت لوسيا يعمل أستاذا للتاريخ و كان رئيسا للمجلس العلمي منذ 22 مارس 1992. بوصفه عضوا في حزب غويانا الاشتراكي اليساري (PSG)، المتحالف مع الحزب الاشتراكي الفرنسي (ps)، وهو أيضا الممثل الوحيد من غويانا الفرنسية في مجلس الشيوخ الفرنسي.